# 沈甬高速动车组列车
沈甬高速动车组列车是中国铁路运行于辽宁省省会沈阳市沈阳北站及浙江省宁波市宁波站的高速动车组列车，途经辽宁省、河北省、天津市、山东省、江苏省、安徽省、浙江省一市六省，客运里程2000公里。其中沈阳北站至宁波站运行11小时44分，使用车次为G1222/1223次；宁波站至沈阳北站运行11小时31分，使用车次为G1224/1221次。

## 历史
2013年12月28日，配合津秦高铁开通，增开沈阳北~宁波G1222/1223、G1224/1221次列车。

## 使用列车
G1222/1223、G1224/1221次列车使用配属于沈阳局集团沈阳北动车运用所的CR400BF-G。